# Пиколон, Самуэль
Самуэль Пиколон (чеш. Samuel Pikolon; род. 5 марта 2006) — чешский футболист, нападающий клуба «Славия Прага».

## Клубная карьера
Пиколон — воспитанник столичного клуба «Славия». 14 декабря 2023 года в поединке Лиги Европы против швейцарского «Серветта» Самуэль дебютировал за основной состав.